# Matthias Wasinger
Matthias Wasinger (* 1980 in Wien) ist ein österreichischer Soldat, Publizist und Militärexperte. Er ist Kommandant des Jägerbataillons 24, Herausgeber der internationalen Militärzeitschrift The Defence Horizon Journal sowie Autor und Gesprächspartner zu sicherheitspolitischen Themen und bewaffneten Konflikten.

## Ausbildung
Im Anschluss an den Grundwehrdienst beendete Matthias Wasinger die Offiziersausbildung in Wiener Neustadt mit einem Magister Militärische Führung (2006). Es folgte der Besuch des Generalstabslehrgangs des Österreichischen Bundesheeres (2016) sowie ein Aufenthalt am US Army Command and General Staff College in Fort Leavenworth (Master of Operational Science, 2020). Mit der Dissertation „Vom Wesen und Wert des Militärischen“ an der Universität Wien schloss er seine akademische Ausbildung ab (Ph.D. Interdisziplinäre Rechtswissenschaften, 2018).

## Tätigkeiten
Nach mehreren Verwendungen im Ausland, unter anderem im NATO-Hauptquartier in Brüssel, wurde Wasinger das Kommando über das Jägerbataillon 24 in Lienz übergeben. Als Kommandant pflegt er aktiven Kontakt zur Öffentlichkeit und setzt sich für eine Erhöhung des Frauenanteils in den Streitkräften ein.
Er ist Mitherausgeber der Strategischen Horizonte und Herausgeber des The Defence Horizon Journal (TDHJ). Als dieser veröffentlicht er in dem Magazin auch Analysen zu Geopolitik, Sicherheitspolitik und kognitiver Kriegsführung; sowie Rezensionen aktueller Literatur zu diesen Themen.
Als Militärexperte wird er regelmäßig in deutschsprachigen Medien zitiert. Insbesondere zum Krieg in Israel und Gaza und zum israelisch-iranischen Krieg nimmt er für n-tv und ORF Einordnungen der aktuellen Lage vor.
In beratender Funktion ist er im wissenschaftlichen Komitee des Theresianischen Militärakademischen Forums (TMAF), als Advisory Chair für den Council for Global Cooperation sowie als Subject Matter Expert für das in Finnland ansässige Hybrid CoE tätig.

## Verwendungen
- seit 2024: Kommandant des Hochgebirgsjägerbattalion 24, Lienz[16]
- 2020–2024: NATO HQ, OPSDIV, Brüssel
- 2018–2019: Chef des Stabes, Multinational Battle Group-West, KFOR, Kosovo
- 2016–2017: Stabsoffizier CJ5, EU OHQ, European Naval Force, Rom
- 2010–2011: Kompaniekommandant, United Nations Disengagement Observer Force, Syrien

## Publikationen (Auswahl)
Monografien
- Wasinger, Matthias (und andere): Die amphibischen Operationen in Italien im Zweiten Weltkrieg. Wien: Landesverteidigungsakademie
- Wasinger, Matthias (und andere): Handbook Campaigning. Operational Art, Planning and Leadership. Wien: Landesverteidigungsakademie

als Herausgeber
- Wasinger, Matthias: The Defence Horizon Journal. Wien. ISSN 2710-3722